# Lärande och Kommunikation
Lärande och Kommunikation (LOK) är studerandeföreningen vid Högskolan för Lärande och Kommunikations och samlar fackhögskolans studenter.
Studerandeföreningarna vid Jönköping University fungerar i mångt och mycket som små studentkårer och är överlag oberoende organisationer. De får dock sin auktoritet och ställning som officiell studentrepresentant genom ett kontrakt med Jönköping Student Union som delegerar ansvaret för fackhögskolespecifika ärenden till studerandeföreningen.

## Historia

### Ordförandekrisen vintern 2019
På organisationens halvårsmöte hösten 2019 blev ordförandeposten vakant från och med 1 januari 2020. Enligt organisationens stadga krävs det en ordförande för att kunna ta ekonomiska beslut då denna posten är firmatecknare. För att ändra stadgarna krävs det att ett förslag går igenom två halvårsmöten. Detta betydde att organisationen från och med 1 januari 2020 när den sittande ordföranden avgår blir oförmögen att skriva under ekonomiska kontrakt. En temporär lösning är att studentkåren stödjer organisationen till dess att en ny ordförande blivit vald.

## Styrelse
| År        | Ordförande        | Vice Ordförande                                               |
| --------- | ----------------- | ------------------------------------------------------------- |
| 2023-2024 | Alma Reinsjö      | HT23 Sanna Rylander VT24 Wilma Ekström                        |
| 2022-2023 | Ingrid Olsson     | HT22 Malin Stenlund VT23 Sanna Rylander                       |
| 2020-2022 | Victoria Balika   | HT20 Johannes Berholt HT21 Anna Bergfeldt VT22 Malin Stenlund |
| 2019      | Emma Karlsson     | Ruqaia Daebes                                                 |
| 2018      | Matilda Skogsberg | Ruqaia Daebes                                                 |

## Sexmästerier
Blue Crew är sexmästeriet under LOK som arrangerar studiesociala aktiviteter för alla HR-, GS- och MKV-studenter (de studenter som bär blå overall). Blue Crew arrangerar främst vår- och höstinsparken men gör även sittningar och beer pong-turneringar under året.
Pedsex Park är sexmästeriet under LOK som arrangerar studiesociala aktiviteter för alla pedagogstudenter (de studenter som bär röd overall). Pedsex Park arrangerar främst vår- och höstinsparken men gör även sittningar under året. De genomför bland annat Tomtevakan, en årlig sittning i Kulturhuset i Jönköping. Där offentliggörs vem som tar över ordförandeskapet för sexmästeriet för nästkommande år.

## Utskott
Radio K är ett utskott under LOK som gör radioprogram och podcasts under året. Deras största evenemang är Radio K Bryr Sig, där de samlar in pengar till Musikhjälpen.
| År   | Insamlat | Placering |
| ---- | -------- | --------- |
| 2019 | 64 887kr | 64 plats  |
| 2018 | 38 142kr | ???       |
| 2017 | 36 061kr | ???       |
| 2016 | 18 530kr | ???       |
| 2013 | ???      | ???       |

Hype är ett utskott under LOK som jobbar som en PR-byrå och gör marknadsföring åt externa företag.
KOSMO är ett utskott under LOK som jobbar för internationalisering. De arrangerar olika evenemang under året för att integrera utbytesstudenter med svensk kultur och studentlivet på campus.
Utbildningsutskottet (UU) är ett utskott under LOK som jobbar med att bevaka och förbättra utbildningskvaliteten på Högskolan för Lärande och Kommunikation. De rekryterar kursutvecklare varje år som har i uppgift att utvärdera varje kurs. UU går även på möten med skolans utbildningschef.